# 新宿御苑前駅
新宿御苑前駅（しんじゅくぎょえんまええき）は、東京都新宿区新宿一丁目にある、東京地下鉄（東京メトロ）丸ノ内線の駅である。駅番号はM 10。

## 概要
かつて宮内庁管轄であった新宿御苑の最寄り駅である。桜の季節である毎年4月には大勢の花見客で賑い、多くの来苑者が当駅で乗降する。通常は主に近隣の企業への通勤客が利用者の大半を占めている。
かつては東京厚生年金会館の最寄り駅としてイベント開催日に乗降客が一時的に増加していた。

## 年表
- 1959年（昭和34年）3月15日：開業。
- 2004年（平成16年）4月1日：帝都高速度交通営団（営団地下鉄）民営化に伴い、当駅は東京地下鉄（東京メトロ）に継承される[2]。
- 2007年（平成19年）3月18日：ICカード「PASMO」の利用が可能となる[3]。

## 駅構造
相対式ホーム2面2線を有する地下駅。A線（荻窪方面）ホームとB線（池袋方面）ホームは、千鳥型に約20mほどずれている。
A線ホーム側には新宿三丁目寄りの1番出入口、B線ホーム側には四谷三丁目寄りの2番出入口と2009年7月11日に新設された新宿三丁目寄りの3番出入口（駅事務室、エレベーター設置）があり、各出入口は駅上のビルと直結している。双方のホームは中央の地下2階通路で連絡している。なお、1番出入口はPMO新宿御苑前の建設に伴うバリアフリー工事により出入口がリニューアルされ、2019年にエスカレーターとエレベーターとが新設された。
乗降客の集中する通勤ラッシュ時の混雑は、ホームドアの設置されていなかった2006年以前は通勤時の乗客がホームへの転落や車両接触などを起こしかねないほど危険な状態であったが、2009年3月28日から実施されたワンマン運転の準備として2006年12月にホームドアが設置され、ホームへの出入口を2か所からエレベーターを併設するなど乗降客のスムーズな動線を形成すべく4か所に増設する工事に加え、ホーム壁面の改装などを行った。なお、A線ホームの四谷三丁目寄りにも出入口と改札口を設置する計画があり、出入口予定地付近は有料の駐車場となっている。
B線ホームの新宿三丁目寄りにはトイレが設置されている。3番出入口の設置に伴い移設されたもので、多機能トイレも新設された。

### のりば
| 番線 | 路線     | 行先             |
| ---- | -------- | ---------------- |
| 1    | 丸ノ内線 | 荻窪・方南町方面 |
| 2    | 丸ノ内線 | 池袋方面         |

（出典：東京メトロ:構内図）

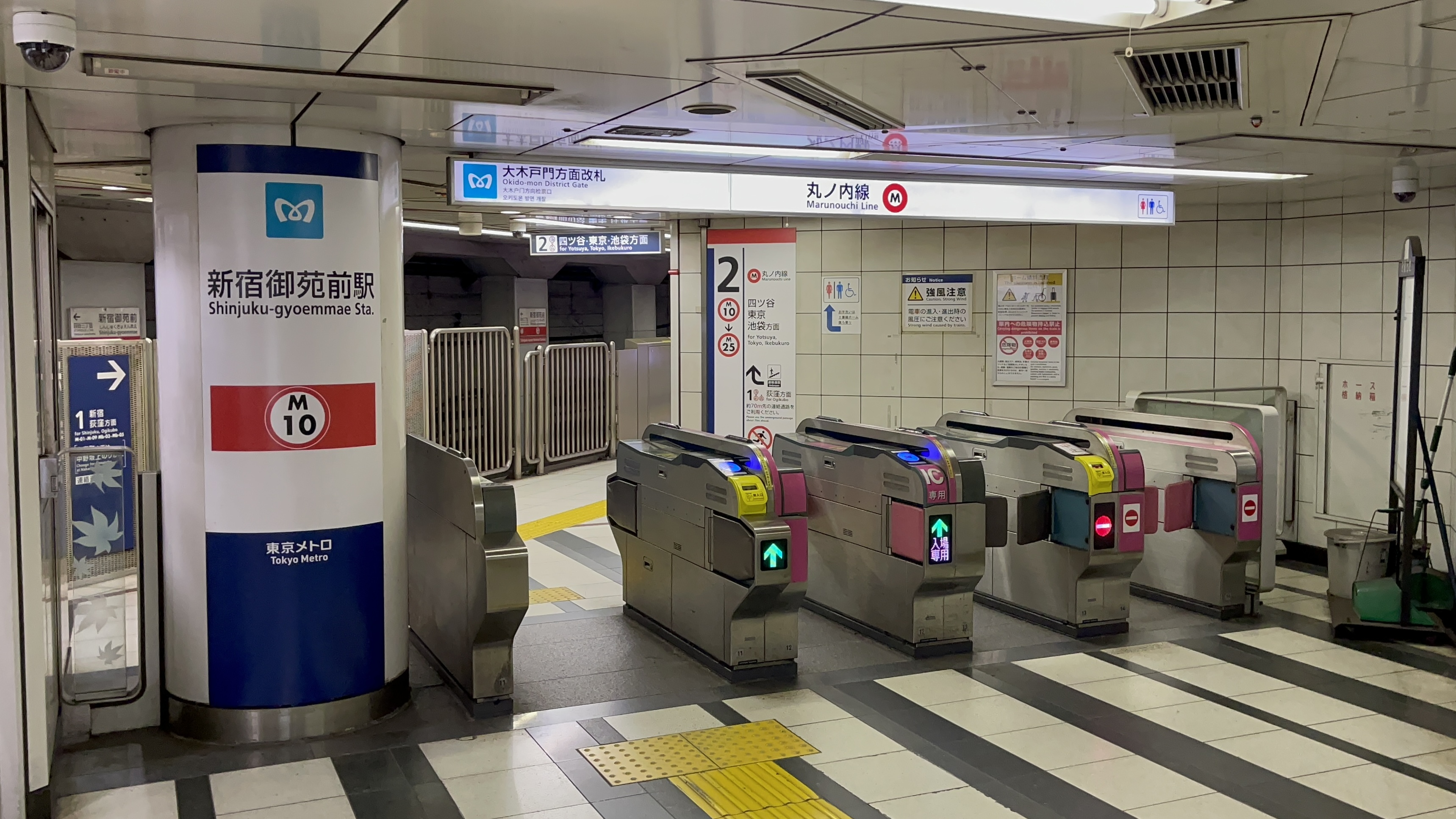
大木戸門方面改札口の様子（2022年5月17日）

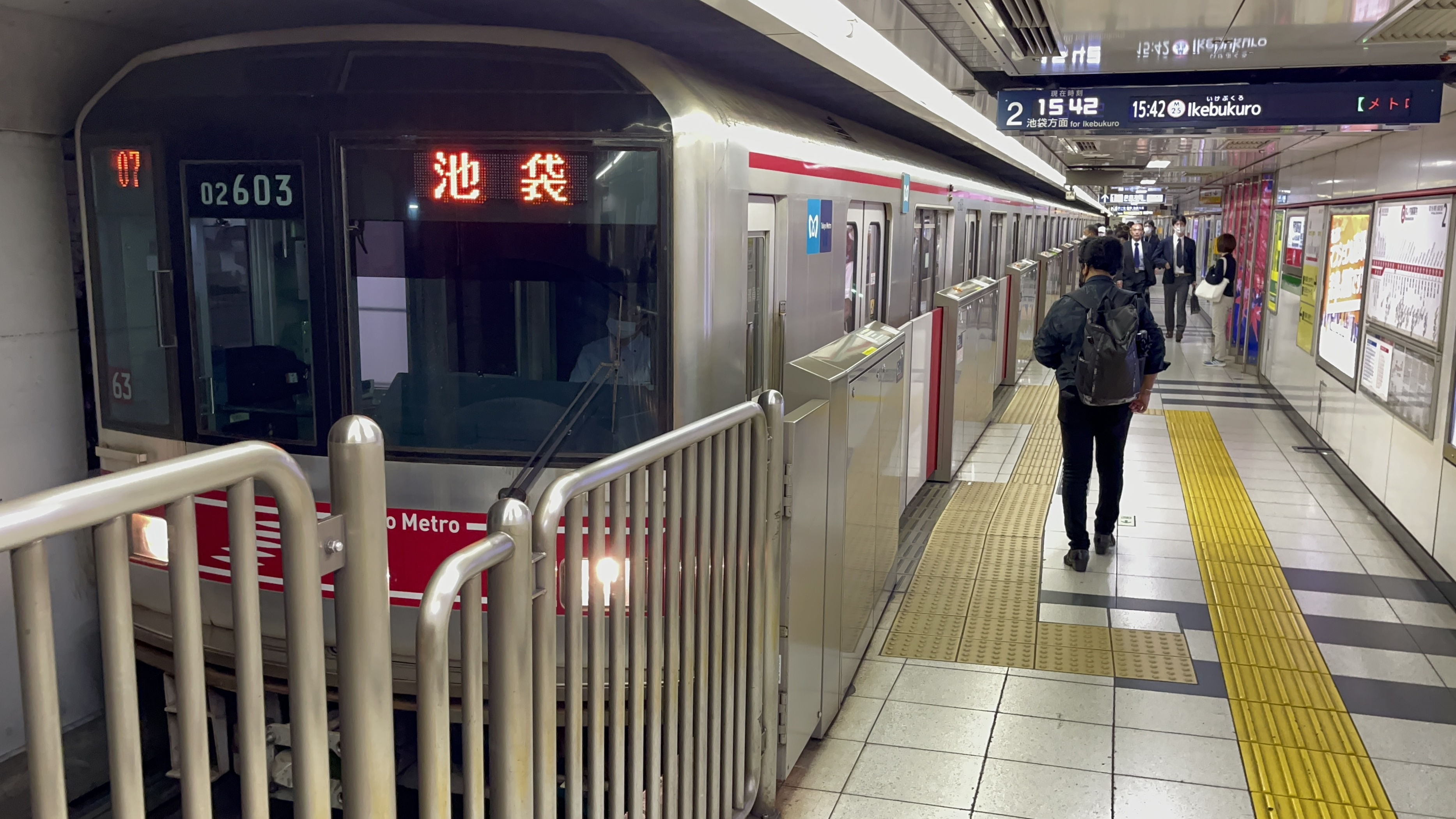
停車する池袋行きの電車の様子（2022年5月17日）

### 発車メロディ
ワンマン運転開始に伴い、スイッチ制作の発車メロディ（発車サイン音）が導入されている。
曲は1番線が「レインボウ電車」、2番線が「駅メモリー」（いずれも福嶋尚哉作曲）である。

## 利用状況
2024年度の1日平均乗降人員は48,832人であり、東京メトロ全130駅中79位だった。
近年の1日平均乗降・乗車人員推移は下表の通り。
| 年度               | 1日平均 乗降人員 | 1日平均 乗車人員 | 出典     |
| ------------------ | ---------------- | ---------------- | -------- |
| 1990年（平成02年） |                  | 26,170           | [ * 1 ]  |
| 1991年（平成03年） |                  | 26,112           | [ * 2 ]  |
| 1992年（平成04年） |                  | 25,334           | [ * 3 ]  |
| 1993年（平成05年） |                  | 23,797           | [ * 4 ]  |
| 1994年（平成06年） |                  | 22,540           | [ * 5 ]  |
| 1995年（平成07年） |                  | 21,757           | [ * 6 ]  |
| 1996年（平成08年） |                  | 21,953           | [ * 7 ]  |
| 1997年（平成09年） |                  | 21,953           | [ * 8 ]  |
| 1998年（平成10年） |                  | 22,310           | [ * 9 ]  |
| 1999年（平成11年） |                  | 20,852           | [ * 10 ] |
| 2000年（平成12年） |                  | 20,740           | [ * 11 ] |
| 2001年（平成13年） |                  | 20,863           | [ * 12 ] |
| 2002年（平成14年） | 45,074           | 20,559           | [ * 13 ] |
| 2003年（平成15年） | 44,590           | 20,352           | [ * 14 ] |
| 2004年（平成16年） | 43,006           | 20,315           | [ * 15 ] |
| 2005年（平成17年） | 43,928           | 20,660           | [ * 16 ] |
| 2006年（平成18年） | 44,224           | 20,879           | [ * 17 ] |
| 2007年（平成19年） | 45,621           | 21,563           | [ * 18 ] |
| 2008年（平成20年） | 45,525           | 21,479           | [ * 19 ] |
| 2009年（平成21年） | 44,267           | 21,027           | [ * 20 ] |
| 2010年（平成22年） | 43,864           | 20,824           | [ * 21 ] |
| 2011年（平成23年） | 42,525           | 20,347           | [ * 22 ] |
| 2012年（平成24年） | 43,610           | 20,778           | [ * 23 ] |
| 2013年（平成25年） | 45,151           | 21,656           | [ * 24 ] |
| 2014年（平成26年） | 46,562           | 22,417           | [ * 25 ] |
| 2015年（平成27年） | 49,885           | 24,055           | [ * 26 ] |
| 2016年（平成28年） | 52,270           | 25,192           | [ * 27 ] |
| 2017年（平成29年） | 52,630           | 25,321           | [ * 28 ] |
| 2018年（平成30年） | 54,035           | 26,003           | [ * 29 ] |
| 2019年（令和元年） | 54,912           | 26,492           | [ * 30 ] |
| 2020年（令和02年） | 36,541           |                  |          |
| 2021年（令和03年） | 38,073           |                  |          |
| 2022年（令和04年） | 42,861           |                  |          |
| 2023年（令和05年） | 47,369           |                  |          |
| 2024年（令和06年） | 48,832           |                  |          |

## 駅周辺
通りに面した部分は事務所などが入居するビルが多いが、少し入った辺りにはマンションが多く、住宅も多い。また、個人商店なども立地する。
- 東京消防庁四谷消防署 新宿御苑出張所
- 四谷特別出張所等区民施設
  - 新宿区四谷地域センター
  - 新宿区四谷区民ホール
  - 新宿区立四谷図書館
  - 新宿区役所 四谷特別出張所
  - 東京都水道局 新宿営業所
- 東京都立新宿高等学校
- 東京医科大学本部
- 新宿御苑
- 四谷大木戸跡
- 太宗寺 - 江戸六地蔵の第三番がある。新宿閻魔・奪衣婆、三日月不動尊で有名。
- 正受院 - 子育て老婆尊で有名。
- 成覚寺 - 江戸時代には飯盛女（遊女）の投げ込み寺とされ、その供養塔がある。
- 新宿一郵便局
- 新宿二郵便局
- 新宿花園郵便局
- 四谷大木戸郵便局
- 大成株式会社 東京本社
- 新宿通り

### バス路線
新宿二丁目
- 都営バス
  - 品97：新宿駅西口行 / 品川駅高輪口行

東京メトロ新宿御苑前駅
- 京王バス
  - 030：永福町行

※030・050系統のバスターミナル東京八重洲行はやや西に離れた「新宿御苑」停留所に停車する。

## 隣の駅
東京地下鉄（東京メトロ）
 丸ノ内線
新宿三丁目駅 (M 09) - 新宿御苑前駅 (M 10) - 四谷三丁目駅 (M 11)